# Parkour

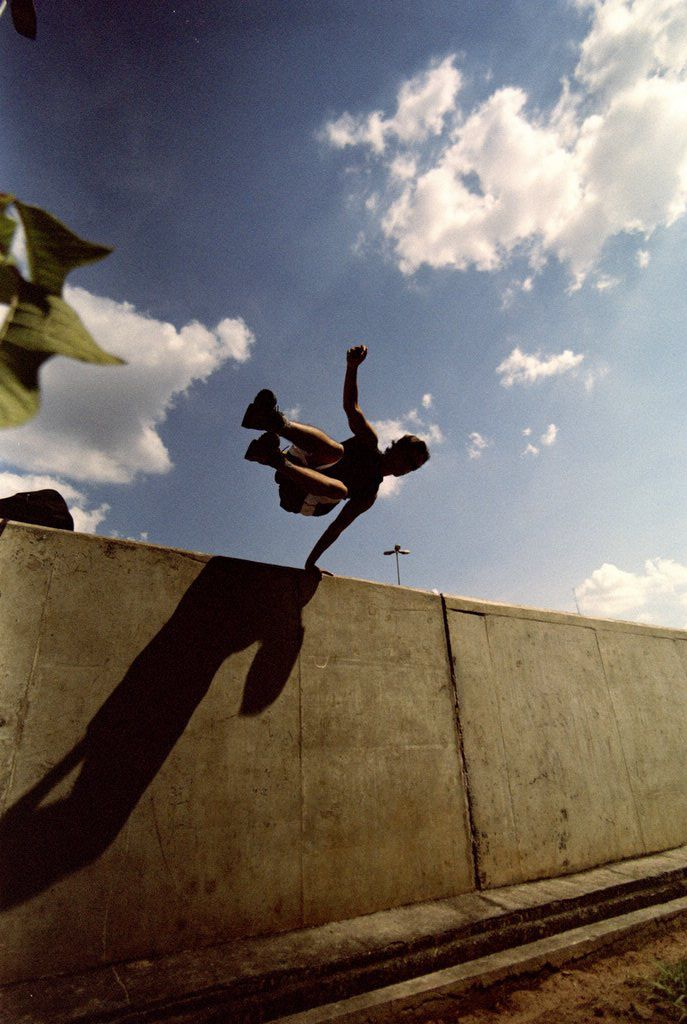
En traceur, en utövare av parkour. (Speed Vault)

Parkour (IPA: /paʁ.'kuʁ/, parr-kor) ibland förkortat PK, är en holistisk[källa behövs] träningsmetod som går ut på att träna kroppen till att på ett smidigt och kontrollerat sätt kunna forcera olika typer av hinder i omgivningen utan hjälpmedel. Parkour innehåller rörelser som hopp och rullar, olika tekniker för att forcera hinder, och även övningar för att testa fysisk och mental styrka hos utövaren.
Parkour är inte tävlingsinriktat och saknar ett poängsystem. Parkour grundades i Frankrike främst av Raymond Belle och David Belle. Namnet parkour härstammar ifrån ’’parcours du combattant’’, eller på svenska hinderbana, som fransmannen George Hérbert introducerade inom militären i syfte att träna soldater.
En manlig utövare av parkour kallas traceur, och en kvinnlig utövare av parkour kallas traceuse. Ibland används termen traceur för att benämna både kvinnliga och manliga parkourutövare. Namnet traceur kommer ursprungligen från en grupp parkourutövare som kallade sig ’’Yamakasi’’, eller ’’Traceurs’’. Gruppen bestod av David Belle, Sébastien Foucan och Stephane Vigroux. Traceur betyder ungefär ’’att spåra’’ eller, ’’att spåra en väg’’

## Historik

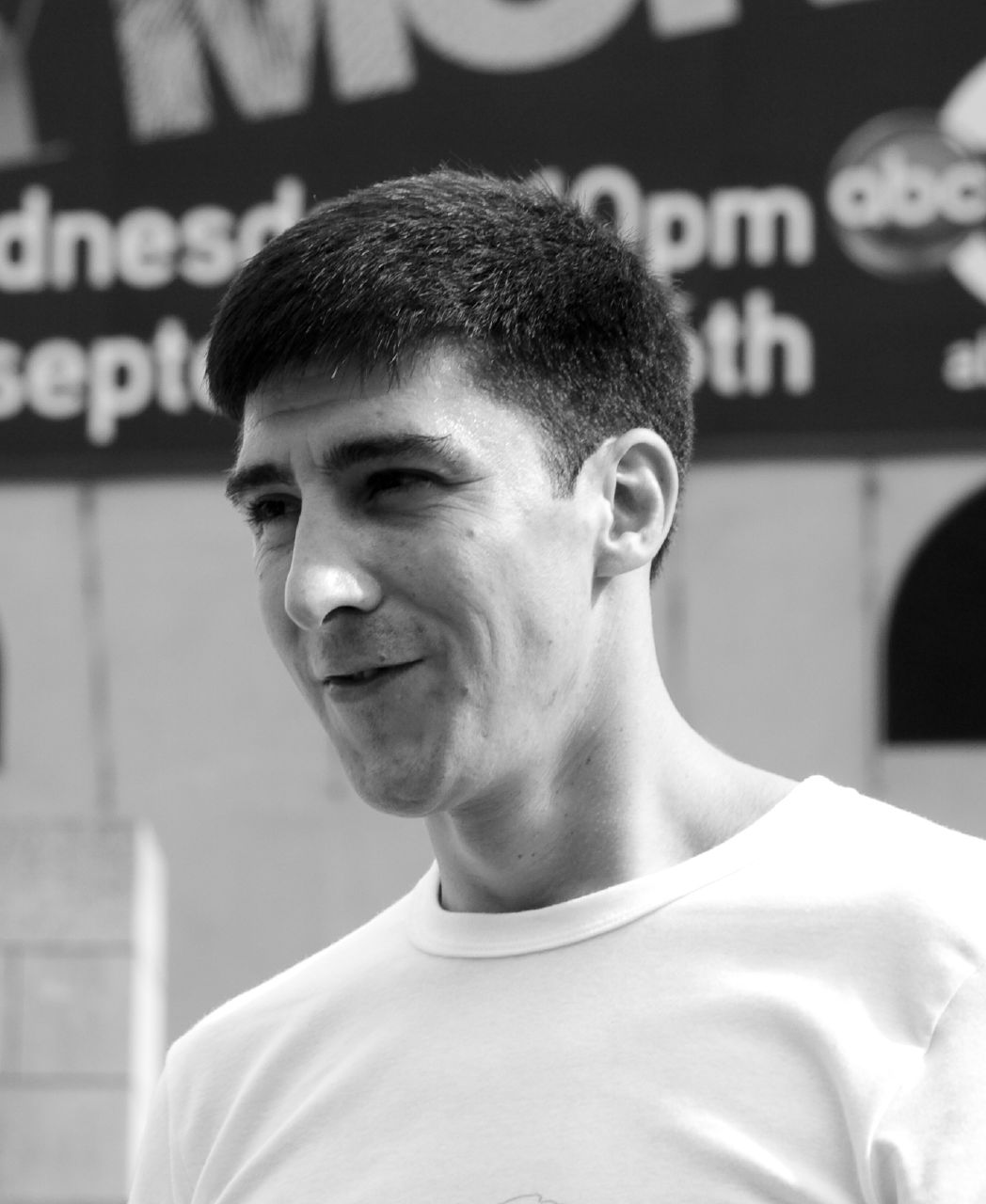
David Belle, grundaren av parkour.

Parkour grundades i början av 1980-talet men dess rötter kommer ifrån ett flertal olika träningsmetoder och discipliner. L'éducation physique virile et morale par la méthode naturelle (Fysisk, praktisk och moralisk utbildning i den naturliga metoden) är en träningsmetod som grundades av George Hérbert, som fick inspiration ifrån de inhemska stammar han träffat under sina resor i Afrika. Hérbert la märke till att de var flexibla, smidiga, skickliga, uthålliga och resistenta, enbart på grund sitt liv i naturen. Hérbert var även inspirerad av andra föregångare, som exempelvis Francisco Amrós, Friedrich Ludwig, och Georges Demenÿ. När Hérbert var stationerad i St. Pierre, i Martinique, år 1902, föll staden offer för ett stort vulkanutbrott. Hérbert lyckades fly och samtidigt hjälpa flera hundra andra människor att fly ifrån katastrofen. Denna händelse påverkade honom emotionellt och han blev övertygad om att atletisk skicklighet måste kombineras med altruism. Hérberts skapade sitt eget motto utifrån denna händelse: "Être fort pour être utile" ("var stark för att vara användbar") Detta motto kom att bli grundfundamentet i den träningsmetod som han sedan grundade. Hérbert delade in övningarna i tio olika grupper: att gå, springa, hoppa, gå fyrbensgång, klättra, balansera, kasta, lyfta, öva självförsvar och att simma. George Hérberts sätt att se på träning blev senare standard inom den franska militären och känd som ’’parcours du combattant’’, på svenska hinderbana.
En av huvudpersonerna bakom parkours utvecklande är Raymond Belle. Raymond Belle föddes i Hué, Vietnam, 1939. Under ett besök hos sin farbror blev han separerad från sina föräldrar på grund av Vietnamkriget och han fortsatte därefter att bo hos sin farbror. Under den tid som han bodde hos sin farbror utsattes han för sexuella övergrepp och blev som sjuåring skickad till en fransk militärskola i Dalat där han tränades till att bli barnsoldat. Som en respons på övergreppen började Raymond att träna upp sig själv för att bli starkare. När det var natt och de andra barnen låg och sov gick Raymond ut i skogen och tränade. Han gjorde egna hinderbanor i skogen som han repeterade hundratals gånger för att kunna röra sig tyst, smidigt, och för att öka sin uthållighet. Han utförde också mentala övningar där han tillfogade sig själv smärta, genom att exempelvis slå knogarna mot träd eller använda boxningssäckar för att slå dem mot kinder och näsa i syfte att göra kroppen mindre känslig för smärta. Efter att Dien Bien Phu hade fallit år 1954 skickades Raymond som sextonåring tillbaka till Frankrike. När han var tillbaka i Frankrike började han att arbeta som brandman och han fick kontakt med sina släktingar i Sarcelles. Raymond blev en del av regementets elitteam av brandmän som tog sig an de farligaste uppdragen. Han fick rykte om sig för att vara lugn, modig och självuppoffrande. Han var en av de första brandmän i Paris som deltog i helikopterburna operationer. Han fick många medaljer för sina bedrifter och rykte om att vara en exceptionell ’’pompier’’ och han beskrevs som en naturkraft. Raymond Belles rykte undgick inte hans son, David Belle, som undrade hur hans far kunde vara så kapabel och orädd. Hans fars förklaring var att han tränat ’’parcours’’ när han var yngre. De frågor som David Belle ställde till sin far skulle bli en stor inspiration för den nästa generationen.
David Belle och Yann Hnautra anses vara de som till stor del påverkade parkours utveckling. David Belle fick sin inspiration från sin far Raymond Belles bedrifter och träning och han inspirerade sina likasinnade vänner i Lisses. Vännerna blev en grupp som började väva in lekar i sin träning. Alla i gruppen hade olika bakgrund och de inspirerade varandra. Enligt David Belle bestod gruppen till en början av 30 till 40 personer som tränade med varandra. Gruppens träning blev allt seriösare och mer disciplinerad och flera människor lämnade gruppen. De som fortsatte träna som en grupp var främst: David Belle, Sébastien Foucan, Châu Belle Dinh, Williams Belle, Yann Hnautra, Laurent Piemontesi, Guylain N'Guba Boyeke, Malik Diouf, och Charles Perriére.
Gruppen utövade alla typer av träning. De kunde exempelvis springa till Paris och tillbaka eller lyfta tunga objekt enbart för att se om de var kapabla till detta. De började göra ett stort antal repetitioner i alla övningar som att exempelvis att göra 1000 enbensknäböj. I en intervju hävdar David Belle att han varje morgon utförde 1000 situps och att han under vissa tillfällen gick fyrbensgång på knogarna i bar överkropp i snön. I dokumentären ’’Generation Yamakasi’’ berättar Yann Hnautra hur de brukade låta två personer fatta tag i en annans persons fötter och hänga denne uppochned ifrån det över 20 meter höga konstverket Dame Du Lac i syfte att testa tilliten hos personerna i gruppen. I en intervju i media förklarar David Belle att ‘’Så många människor försöker att träna lätt: ‘Kom och träna parkour, det är riktigt coolt!’. Men om jag fick dig att träna på riktigt imorgon, så skulle det sluta med att du började gråta. Det är vad du behöver veta: du kommer att gråta, du kommer att blöda, och du kommer att svettas som aldrig förr.’’ Gruppen började senare att inkorporera hopp, akrobatik och olika typer av rörelser för att forcera hinder. Williams Belle grundade ett sätt att röra sig som innebar att man forcerade hinder graciöst, precist och utan att stanna upp.
I slutet av 1990-talet skickade David Belles bror Jean-François bilder och videoklipp till den franska tv-kanalen Stad2 och bad gruppen att uppträda vid ett offentligt arrangemang för brandmän i Paris. Gruppen kallade sig Yamakasi och Sébastien Foucan kom på idén att kalla deras disciplin för L’art Du Déplacement. Efter framträdandet började dock negativa rapporter om parkour visas i media där parkour relaterades till att bland annat inkräkta på människor privata egendom. Detta ledde till att några i gruppen började ifrågasätta hur dessa arrangemang påverkade allmänhetens syn på L'art du deplacement och hur uppträdanden gav en missvisande bild av deras disciplin eftersom de inte visade helheten, som exempelvis den hårda träning och den etik och de värderingar som deras disciplin stod för. Samtidigt fanns det också en intressekonflikt i gruppen. Sébastien Foucan ville fokusera mer på att lära ut deras disciplin till andra människor, och David Belle hade ambitionen att bli skådespelare. Detta ledde slutligen till att Sébastien Foucan och David Belle valde att lämna gruppen.
Sébastien Foucan valde att använda namnet parkour under flera år. I september år 2003 släpptes dokumentären Jump London med Sébastien Foucan i huvudrollen. Termen freerunning introducerades för första gången som ett försök att översätta parkour till engelska för att göra det mer tilltalande för den engelska publiken. Sébastien Foucan utvecklade sedan freerunning till en mer inkluderande träningsmetod som tog mer hänsyn till varje individs styrkor och svagheter.
De övriga sju personerna i den forna Yamakasi-gruppen valde att fortsätta använda namnet ’’L’art du déplacement’’ för att inte associera sin grupp till David Belles parkour. De utvecklade sin träningsmetod för att göra den vänligare mot nybörjare och anpassad för alla typer av individer. David Belles valde att kalla sin träningsmetod för ’’Parkour’’ och han hävdar att den forna gruppen bidrog till utvecklingen av parkour, men att hans far Raymond Belle var hans inspirationskälla, och att han kommunicerade parkour enbart till honom.

## Terminologi
Disciplinen själv har flera olika namn, ibland med lite olika betydelse:
- Art Du déplacement - Det första namnet, det betyder Konsten att förflytta sig.

- Parkour - Namnet parkour myntades av Hubert Kounde enligt Belle själv och användes först 1998. Parkour betyder ungefär bana eller rutt (jfr fr. par course). Idag har David Belle lärt ut parkour både inom militären och inom brandkåren i Lisses.

- Freerunning - Namnet freerunning användes för första gången 2003 i dokumentären Jump London. Namnet användes för att lättare kunna kommunicera och tilltala den engelska publiken. Idag är freerunning i Sverige istället en benämning på en blandning av parkour och gatuakrobatik.

- Tantparkour är en form av lättare parkour för äldre.[24][25]

## Grundläggande filosofi och principer
Filosofin bakom parkour baseras på de tankar som Raymond Belle förespråkade, men inspirationen kommer även ifrån andra källor, som exempelvis George Hérberts L'éducation physique virile et morale par la méthode naturelle (Manual i fysisk, gymnastisk och moralisk utbildning) och Bruce Lees Jeet Kune Do, med flera.
Parkour består av en rad olika rörelser för att forcera hinder samt stärka kroppen och sinnet. Parkour syftar dock inte enbart på att forcera hinder utan även att forcera hinder på ett säkert och kontrollerat sätt som inte skadar kroppen vilket innebär att rörelser måste repeteras kanske tusentals gånger för att utövaren skall få kontroll över sin rörelse. En princip i Parkour är att ’’En gång är aldrig’’, vilket innebär att om man klarar av att utföra en rörelse en gång så betyder det ingenting, eftersom det kan bero på tur eller på slumpen. En rörelse bör utföras minst tre gånger för att utövaren skall vara säker på att han eller hon behärskar rörelsen.
En av de grundläggande principerna i Parkour är att det i första hand skall vara användbart snarare än att se vackert ut, att det främst tränas i verkliga miljöer (utomhus utan säkerhetsanordningar), och att utövaren anpassar sig efter miljön han eller hon befinner sig i snarare än att anpassa miljön efter sin träning, oavsett dagsform, tid på dygnet, eller andra yttre faktorer som vind eller regn.
Vilken teknik utövaren använder för att forcera ett hinder eller hur det ser ut är irrelevant så länge målet med rörelsen uppnås på bästa möjliga sätt. David Belle beskriver att man bör röra sig med sin egen stil, sina egna tekniker, och efter sina egna möjligheter och begränsningar, och lära sig att vara sig själv snarare än att försöka vara någon annan.
Utöver att utövaren bör sträva efter att utföra alla rörelser så tyst, precist och kontrollerat som möjligt saknar Parkour regler för hur rörelser skall utföras. Utövaren använder istället de rörelser som är bäst lämpade för situationen han eller hon befinner sig i. Akrobatiska rörelser som exempelvis rotationer eller volter är inte nödvändiga eftersom de sällan är användbara när man skall forcera hinder på ett effektivt sätt. Akrobatik kan dock användas för att det är kul eller för att förbättra koordination och kroppskontroll men de utgör ingen fundamental del av Parkour.
Till skillnad från många andra sporter är Parkour inte enbart en träningsmetod utan även ett sinnestillstånd eller ett sätt att tänka.. Parkourutövarens sinnestillstånd är minst lika viktigt som utövarens fysiska prestation. Syftet är att anpassa sig till varje hinder och varje omständighet och att medvetet konfrontera hinder snarare än att undvika dem. Rörelser bör inte utföras i syfte att imponera på andra människor eller för att skryta. Risker måste noggrant kalkyleras och skador i största mån undvikas.. Utövaren bör sträva efter att vara sig själv snarare än att försöka imitera andra men utan att bryta mot Parkourens principer.
Parkour saknar poängsystem och är inte tävlingsinriktat, utan är en färdighet som måste finslipas. Parkour grundar sig på individuell självutveckling. Några av de grundläggande värderingarna i Parkour är ärlighet, respekt, ödmjukhet, uppoffring, hårt arbete och att överträffa sig själv och vänja kroppen vid fysisk ansträngning.

### Vanliga rörelser

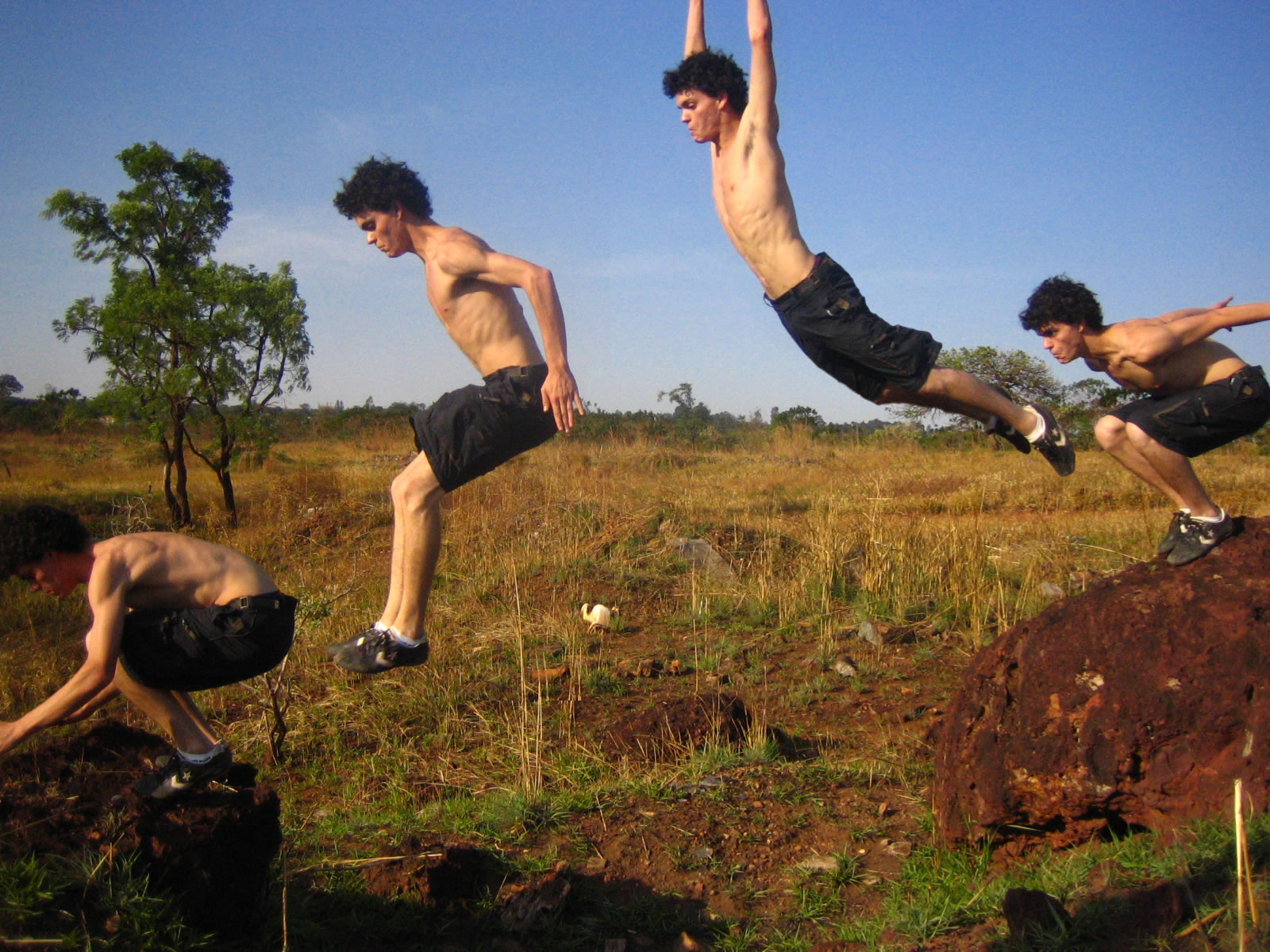
Saut de Précision, Precisionshopp

- Kong vault/Monkey leap: den mest grundläggande rörelsen inom parkour där man med hjälp av armarna hoppar över objektet framåtlutat.
- Dash jump: att hoppa över ett objekt med benen framför armarna.
- Turn Vault [dəmi tuʁ]: En sorts omvändning; bokstavligt "halv-vändning". Denna rörelse används för att placera sig på andra sidan av ett objekt, så att man är vänd mot det hållet man kom ifrån.
- Equilibre : Att gå eller kravla längs med en upphöjning på ett hinder; bokstavligen "balans".
- Franchissement [fʁɑ̃.ʃis.mɑ̃]: Att hoppa eller svinga sig genom ett mellanrum mellan hinder, bokstavligen ungefär "att gå över".
- Laché [la.ʃe]: Att hänga, för att sedan släppa; lacher bokstavligen "att släppa taget". Att hänga (på till exempel en vägg eller en gren) och sedan släppa taget, varpå man träffar marken eller tar tag i ett annat objekt.
- Passement [pas.mɑ̃], Hoppa över: Att komma över ett objekt genom att hoppa.
- Passe Muraille [pas my.ʁaɪ]: Att ta sig över en vägg, även kallat "wallrun".
- Planche [plɑ̃ʃ], Muskelupptagning/Klättring: Att gå från en hängande position (vägg, gren etc.) till en position där överkroppen är ovanför hindret, stöttat av armarna. Detta tillåter en att därefter klättra upp på hindret och fortsätta.
- Reverse [ʁi.vɛʁs]: Det inverterade hoppet är liknande Passement, men man tar sig över med ryggen först. Oftast följs detta av en spin för att få ansiktet framåt igen.
- Roulade/PK-Roll/Parkour-Roll [ʁu.lad]: Att rulla på ryggens diagonal. Används främst för att överföra momentum/energi från hopp. Gör att knäna tar mindre skada.
- Saut de Bras/Cat-Leap [so d bra], Armhopp: Att landa på ena sidan av ett hinder i en hängande/duckande position, med händerna greppade kring toppkanten, och således hållande kroppen redo att utföra en Planche.
- Saut de Chat/Kong-vault [so d ʃa], Katthopp (Mellanhopp): För att dyka på ett hinder, placera händerna och fortsätt framåt med framåtböjda ben, för att sedan pressa bort med händerna för att få tillbaka kroppen i en vertikal vinkel, redo att landa.
- Saut de Détente [so d de.tɑ̃t], Mellanrumshopp: Att hoppa från ett ställe/objekt till ett annat, över ett mellanrum eller en distans. Denna teknik följs oftast av en Roulade.
- Saut de Fond [so d fɔ̃], Drop: Bokstavligen 'hoppa till marken / hoppa till golvet'. Att hoppa ner, eller släppa sig ner från något.
- Saut de Précision [so d presiziɔ̃], Precisionshopp: Att hoppa från en punkt till en annan specifik punkt och samtidigt behålla balansen.
- Tic Tac [tik tak]: Att sparka ifrån en vägg, för att komma över ett hinder i vägen, eller för att tjäna höjd för att sedan ta tag i något.
- Dive roll: Att dyka över ett hinder med en Roulade

Ett Kong vault.
Ett katthopp.
Wall run.

## Parkour i populärkultur i urval
Parkour har funnits med i diverse reklam, nyhetsrapporter och underhållning, ibland kombinerat med akrobatik och andra sorters trick.

### Parkour i film
- År 2001 skrev den franske filmaren Luc Besson delar av manuset till spelfilmen Yamakasi - Les samouraï des temps modernes där gänget från Yamakasi spelar i en fiktiv historia.
- År 2005 släpptes filmen Banlieue 13 (kallad Distrikt 13 på svenska) med David Belle och Cyril Raffaelli i huvudrollerna. Även den delvis skriven av Luc Besson.
- Dokumentären Jump London går in lite i parkourens bakgrund, och kulminerar med Sebastien Foucan och två andra franska traceurer, Johann Vigroux och Jérôme Ben Aoues, när de demonstrerar sina parkourfärdigheter på många kända platser runtom i London: HMS Belfast, Shakespeares Globe Theatre, Somerset House och Tate Gallery. Jump London fick en uppföljare vid namn Jump Britain, ännu en gång med Foucan och Ben Aoues.
- I en actionsekvens i James Bond-filmen Casino Royale implementeras många aspekter från parkour under en jakt på ett tak. Sebastien Foucan, grundaren av den liknande sporten free running, spelar en terrorist som James Bond jagar. Scenen spelades in i Nassau.
- En lång jaktsekvens i filmen De blodröda floderna II inkluderar parkour.
- Parkour används i filmen Breaking and Entering, där två rollfigurer använder parkourtekniker för att göra inbrott i ett kontor runt King's Cross i London.
- I ett av delmomenten i den "grekiska olympiaden" som förekommer i filmen American Pie Presents: Beta House utövas parkour i kombination med Free Running för att få fast en inoljad gris.
- Filmen Tracers (2015) handlar om ett cykelbud som blir involverad med en grupp kriminella parkour-utövare.

### Parkour i television
- Den brittiska allmänheten fick se parkour under 2002, då BBC hade en trailer vid namn Rush Hour, där David Belle hoppade mellan tak i London, för att hinna hem från kontoret till sitt favoritprogram på BBC.[38][39] Mycket diskussion uppstod, särskilt efter att det avslöjades att inga specialeffekter eller upphängningar använts.
- CSI: NY-avsnittet "Tri-Borough"[40] involverar en mördad traceur.
- En serie Nike-reklamer[41] visar traceurer som hoppar mellan hustak och trappor.
- I avsnitt 7, säsong 8 av BBCs Top Gear, "tävlar" programledaren James May, i en Peugeot 207, mot två traceurs.
- Säsong 6, avsnitt 1 av amerikanska The Office inleds med ett tappert parkour-försök från några av de anställda.

### Parkour i datorspel
- Spelet Free Running går till 100% ut på att man utövar free running/parkour på olika spots (platser där man utövar parkour).
- De nyare spelen i Prince of Persia-serien har en tyngdpunkt på att övervinna hinder i omgivningen som påminner om parkour.
- I Mirror's Edge är protagonisten Faith en traceuse som använder parkour för att ta sig fram snabbt.
- I Assassin's Creed använder huvudrollerna parkour och/eller Free Running till att förflytta sig mellan olika platser i spelvärlden.

## Parkour i Sverige
Parkour/freerunning och tricking är en sektion inom Svenska Gymnastikförbundet.